# Maison de l'Arquebuse de Châtillon-sur-Seine
Pour les articles homonymes, voir maison de l'Arquebuse.
La maison de l'Arquebuse est une maison de ville du XVIIe siècle située à Châtillon-sur-Seine dans le département français de la Côte-d'Or.

## Localisation
L’édifice se trouve à Châtillon-sur-Seine (Côte-d'Or) au fond de l'impasse de l'Arquebuse.

## Histoire
La compagnie des Chevaliers de l'Arquebuse de Châtillon est créée en 1575 par lettres patentes du roi Henri III. Un terrain pour son entraînement est acquis en 1601 avec l'aval du duc de Biron, gouverneur de Bourgogne. Un établissement y est construit en 1619.
L’édifice est inscrit aux Monuments historiques par arrêté du 21 novembre 1925.

## Architecture
L'édifice est constitué de deux corps de bâtiment d'un étage construits de part et d'autre d’une porte cochère et reliés par une galerie haute au revers de la façade sur rue. Il comprend une salle de réunion, de tir et un logement de gardien. Le champ de tir était situé à l'ouest.
Le gros œuvre est en calcaire régional (pierre de taille et moellon) avec enduit, la couverture du toit en ardoise.

## Mobilier
On note des travaux de ferronnerie sur le garde-corps d'une fenêtre : deux arquebuses croisées.
Un buste en bronze représentant Henry IV fut ôté de la façade sur rue à la Révolution.